# Уасс, Рене-Антуан
Рене-Антуан Уасс (фр. René-Antoine Houasse; 1645, Париж, Королевство Франция — 27 мая 1710, там же) — французский живописец, ученик и сотрудник Шарля Лебрена, представитель классицистического «большого стиля» эпохи правления Людовика XIV. Академик Королевской академии живописи и скульптуры (с 1673; ассоциированный член с 1672), директор Французской академии в Риме (1699–1704).

## Биография
Один из самых преданных учеников и сотрудников Шарля Лебрена, под руководством которого работал на Мануфактуре Гобеленов, с 1670 г. в Тюильри и, особенно, в Версале, где принимал участие в украшении Больших апартаментов — Салона Марса и позже, около 1680 г. — Салона Венеры.
С 1688 г. написал для Большого Трианона серию картин на мифологические сюжеты («История Минервы» и другие).
С 1699 по 1704 год был директором Французской академии в Риме.
Для его классицистического стиля характерен утончённый серо-голубой колорит («Святой Стефан», 1675, Лувр, Париж).
Автор мифологических и религиозных картин, изображающих различные мифы с участием греко-римской богини Афины / Минервы .
Рене-Антуан Уасс был женат 5 февраля 1673 года на Мари Ле Бле, двоюродной сестре Шарля Лебрена. У них родилось двое детей:
- Аньес-Сюзанна Уасс (1674-1719), 18 сентября 1690 года вышла замуж за Никола Кусту (1658-1733).
- Мишель-Анж Уасс (1680-1730), живописец-жанрист.

Рене-Антуан Уасс умер в отеле Грамон в Париже в 1710 году.

## Избранные картины
- «Минерва и Арахна». 1706, Версальский дворец
- «Спор между Минервой и Нептуном об наименовании Афин». 1690, Версальский дворец
- «Меркурий и Аргус»

René-Antoine Houasse
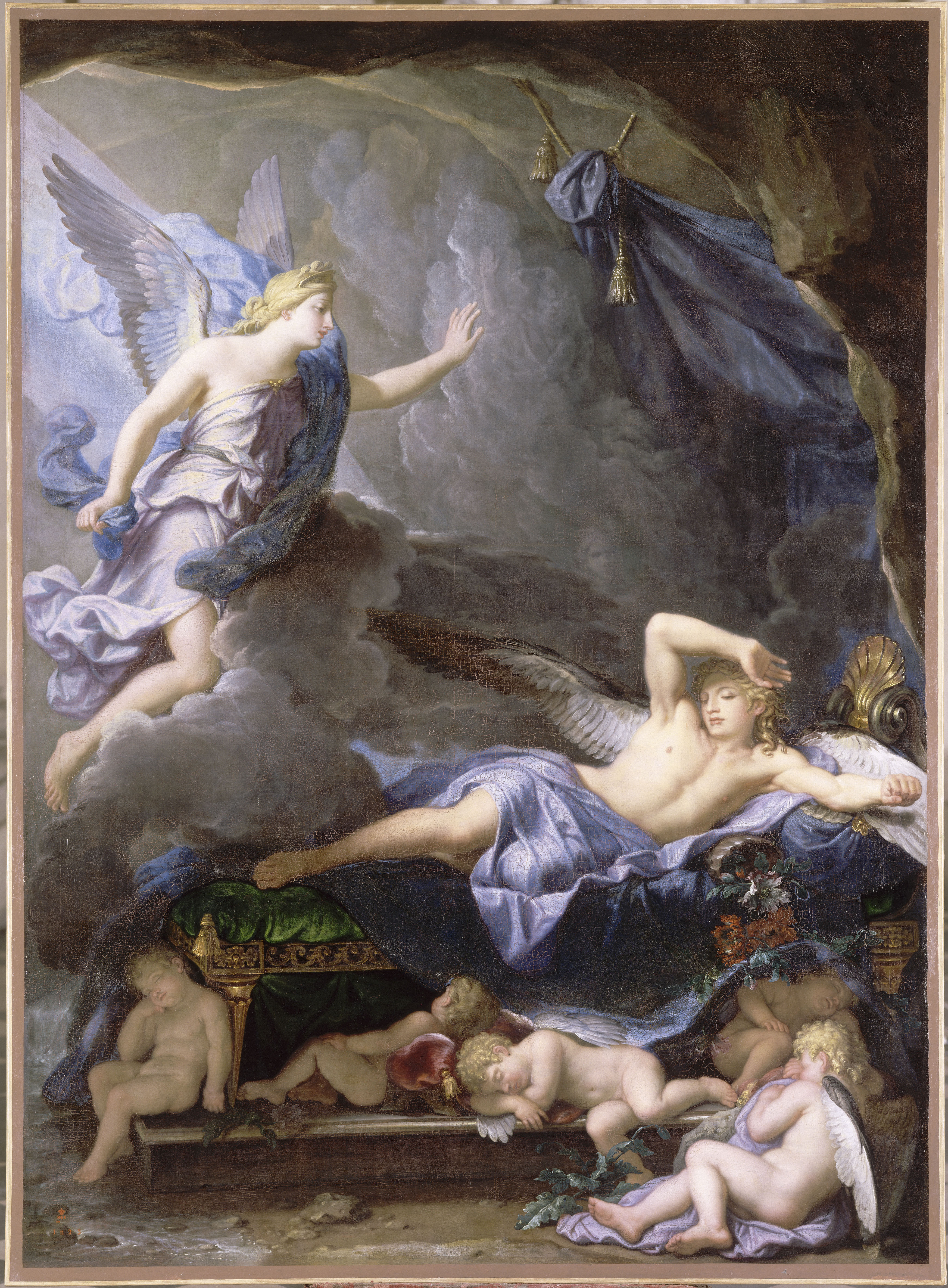
Морфей и Ирис, (1688), Большой Трианон
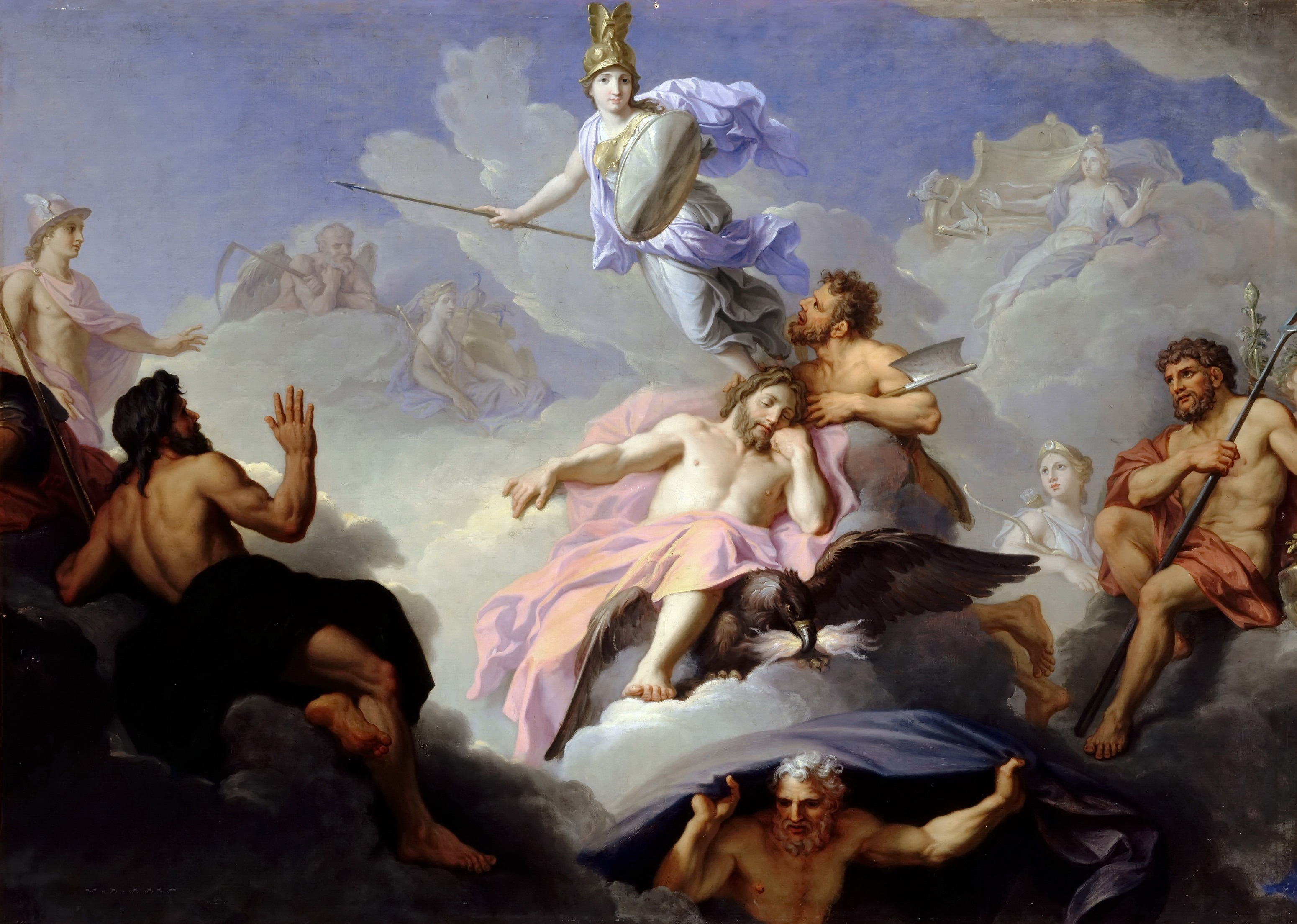
Рождение Минервы от Зевса
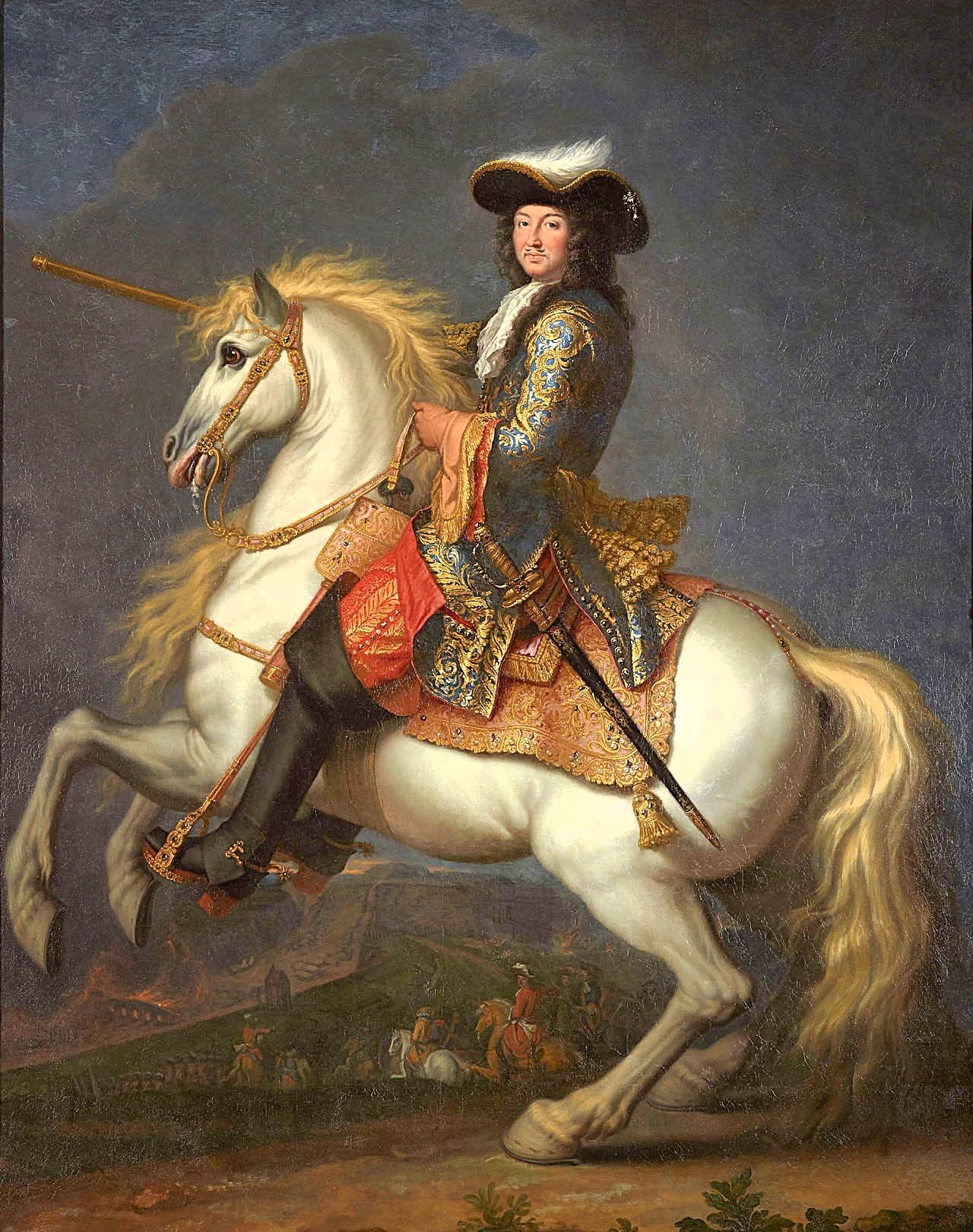
Конный портрет Людовика XIV
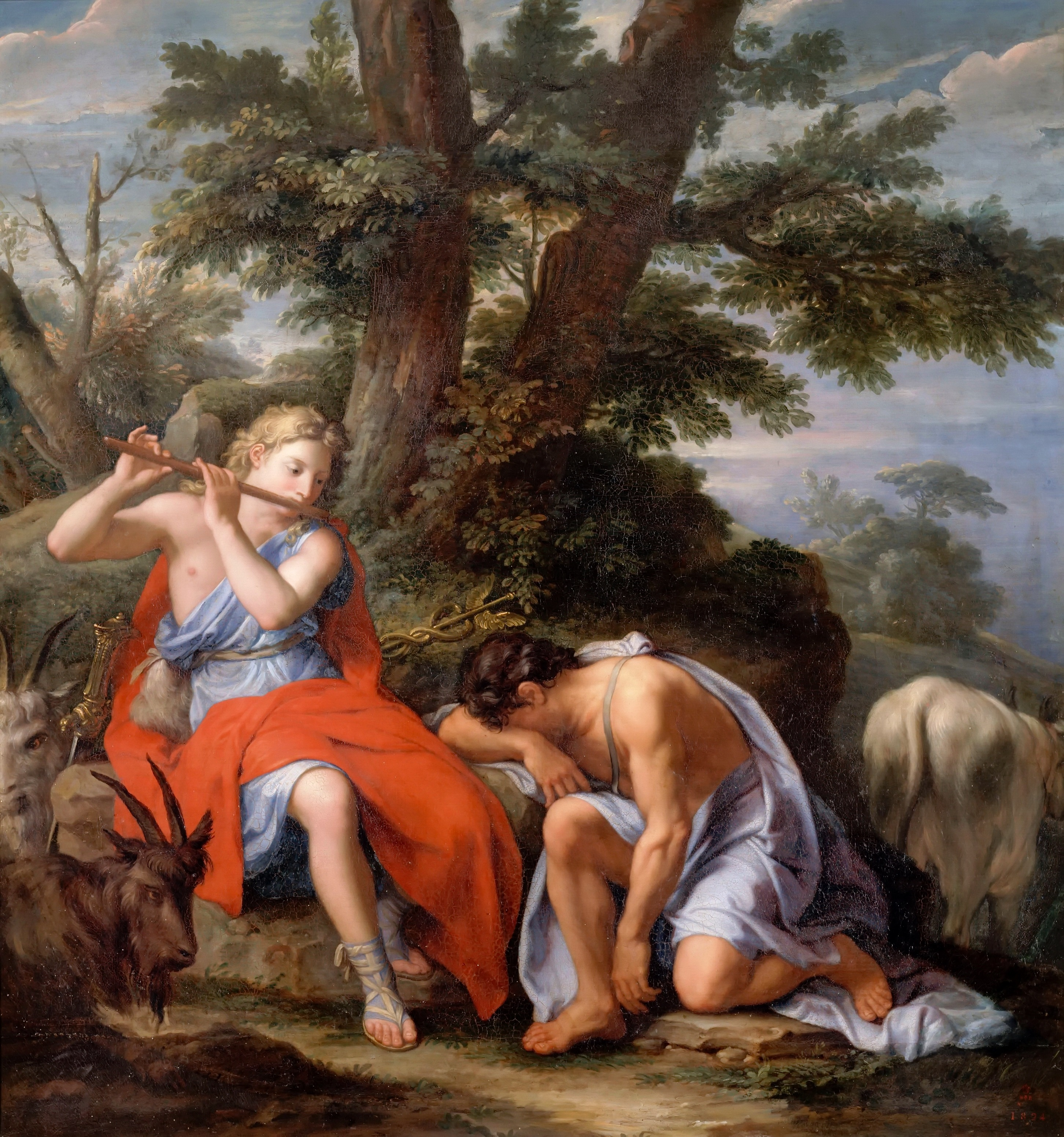
Меркурий и Аргус
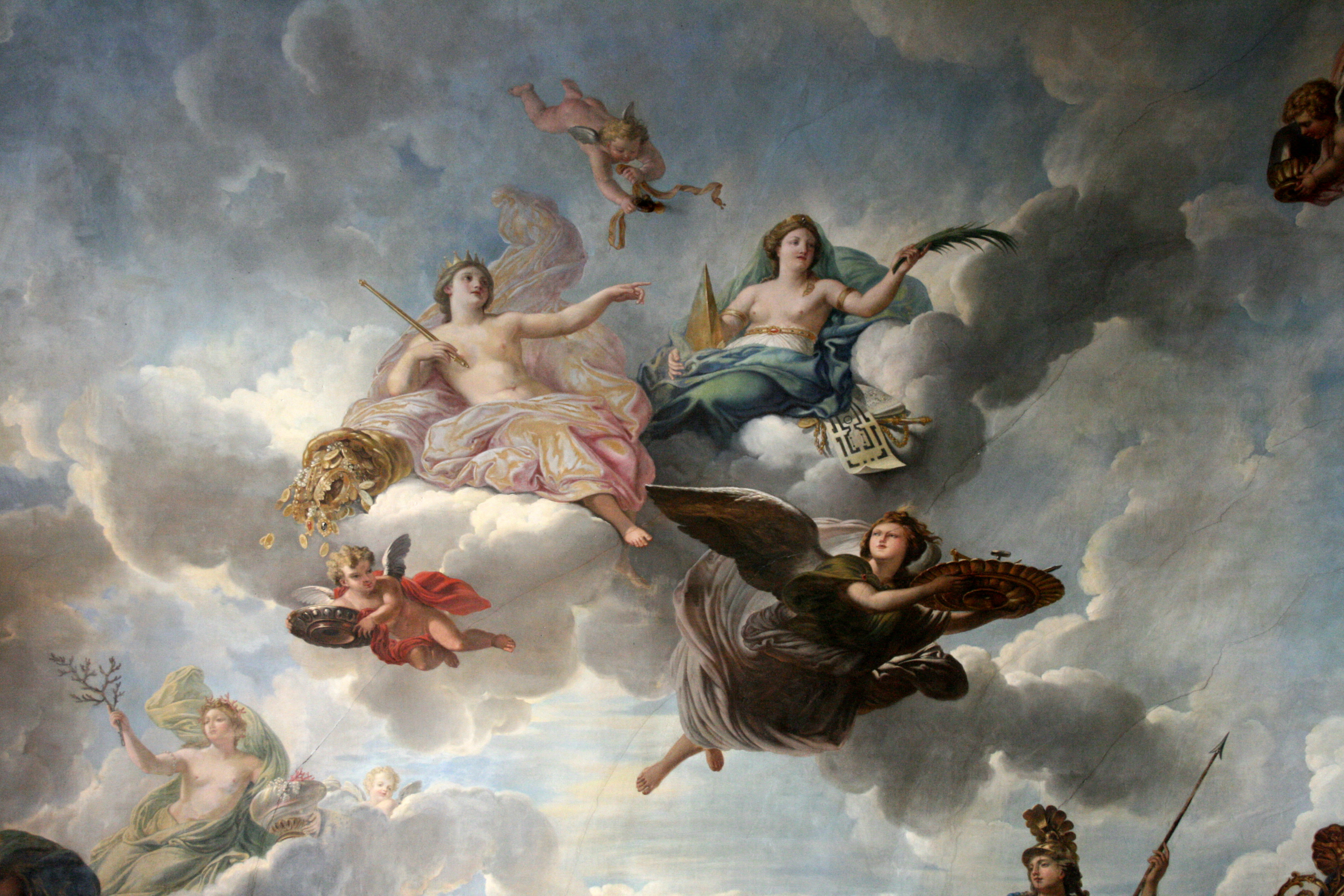
Изобилие и Свобода. (1683)
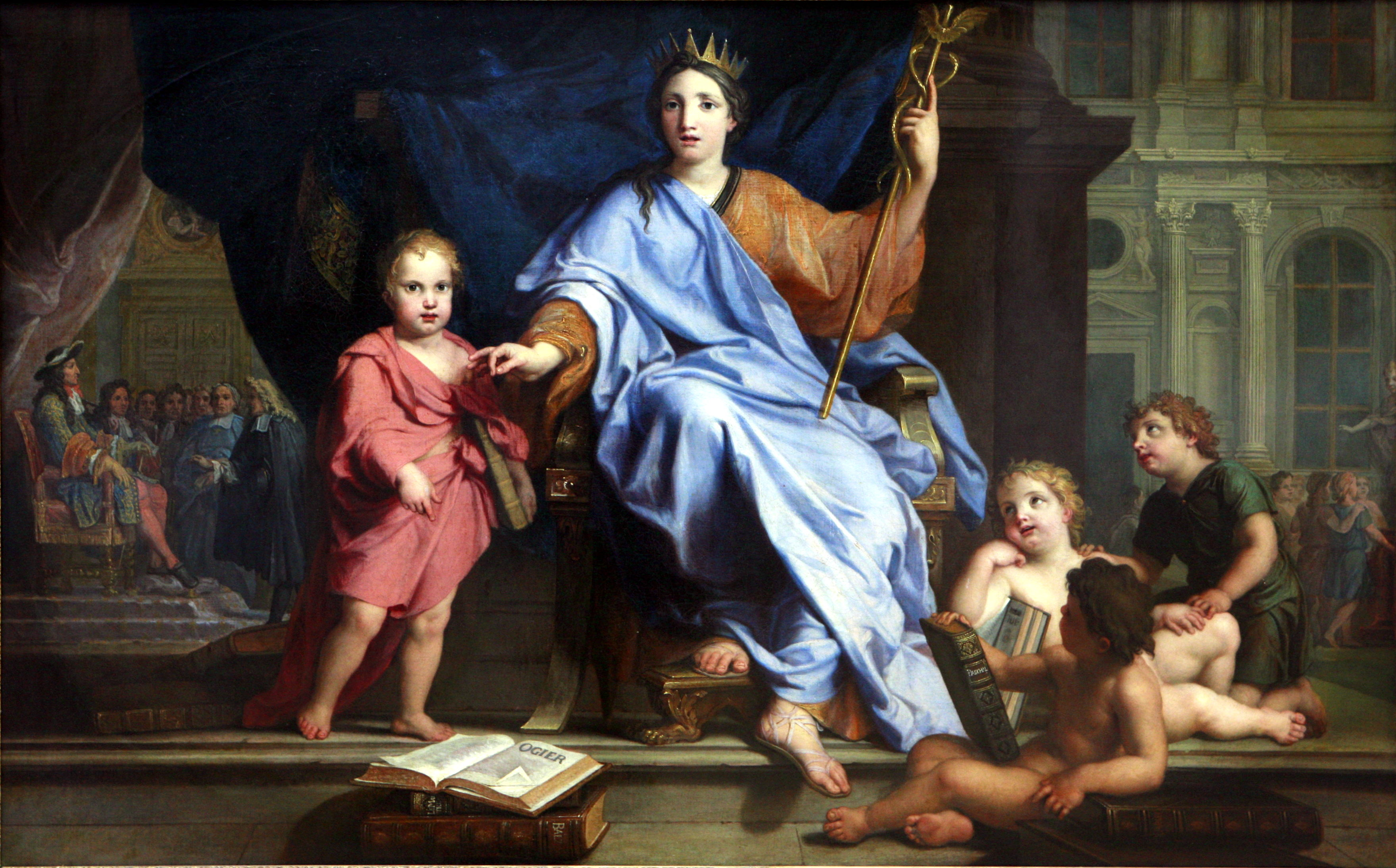
Евлогия, греческая богиня красноречия.